# Han Hyo-joo
Han Hyo Joo (hangul: 한효주; nascida a 22 de fevereiro de 1987 em Cheongju, Coreia do Sul) é uma atriz sul coreana.

## Biografia
Han Hyo-joo nasceu em Cheongju, Chungcheongbuk-do, Coreia do Sul em 1987. A sua mãe era professora numa escola primária  antes de se tornar num fiscalizador de escolas públicas e  o seu pai fazia parte do exército coreano. Enquanto criança, Han Hyo-joo gostava de praticar desporto principalmente atletismo. No seu segundo ano do ensino médio, Han Hyo-joo mudou-se para Seul e associou-se à Bulgok High School. Apesar do seu pai ser contrário à mudança de região, a atriz continuou com os seus propósitos bem definidos. Depois do ensino médio, Han Hyo-joo formou-se no teatro da Universidade Dongguk. De acordo com Han Hyo-joo, a sua personalidade relaciona-se com a classificação do seu sangue do tipo A, ou seja, uma mulher calma, serena e tolerante. Os seus principais hobbies incluem cantar, escrever, ler, tocar piano, correr e treinar esgrima. Han possui um irmão mais novo.

## Filmografia

Han Hyo Joo -"Burberry Art of the Trench Seoul" (Março/2016)

### Series televisivas
| Ano  | Título            | Papel                             | Network        |  |
| ---- | ----------------- | --------------------------------- | -------------- |  |
| 2005 | Nonstop 5         | Han Hyo-joo                       | MBC            |  |
| 2006 | Spring Waltz      | Seo/Park Eun-young                | KBS2           |  |
| 2007 | Like Land and Sky | Suk Ji-soo                        | KBS1           |  |
| 2008 | Iljimae           | Eun-chae                          | SBS            |  |
| 2009 | Brilliant Legacy  | Go Eun-sung                       | SBS            |  |
| 2009 | Soul Special      | Jin Mi-ah                         | KBS Joy        |  |
| 2009 | Heaven's Postman  | Jo Hana / Saki                    | SBS/Telecinema |  |
| 2010 | Dong Yi           | Choi Dong-yi (later Choi Suk-bin) | MBC            |  |
| 2016 | W - Two Worlds    | Oh Yeon Joo                       | MBC            |  |
| 2021 | Happiness         | Yoon Sae Bom                      | tvN            |  |

### Filmes
| Ano  | Título                              | Papel                                    | Notas         |
| ---- | ----------------------------------- | ---------------------------------------- | ------------- |
| 2006 | Too-sa-boo-il-che                   | Yoo Mi-jung                              |               |
| 2006 | Aju teukbyeolhan sonnim             | Bo-kyung                                 |               |
| 2008 | Dal-lyeo-la ja-jeon-geo             | Im Ha-jung                               |               |
| 2008 | Meotjin haru                        | Woman at the bus stop/Voice on the phone | cameo         |
| 2011 | Always                              | Ha Jeong-hwa                             |               |
| 2012 | Masquerade                          | Queen Consort Joong Jun                  |               |
| 2012 | Love 911                            | Mi-soo                                   |               |
| 2013 | Gam-si-ja-deul                      | Ha Yoon-ju                               |               |
| 2014 | Miracle Devil Claus' Love and Magic | So Yeon                                  | Filme japonês |
| 2014 | View of Mount Myohyang              | Oh Yeong Ran                             | Short Film    |
| 2015 | C'est Si Bon                        | Min Ja Young                             |               |
| 2015 | The Beauty Inside                   | Yi Soo                                   |               |
| 2016 | Love, Lies                          | Jung So-yul                              |               |
| 2018 | Golden Slumber                      | Sun-young                                |               |
| 2018 | Illang: The Wolf Brigade            | Lee Yoon-hee                             |               |

### Aparições em videoclips
| Ano  | Título da música (Coreano)   | Título da música (Inglês)              | Artista       |
| ---- | ---------------------------- | -------------------------------------- | ------------- |
| 2004 | 사랑해요                     | I Love You                             | Simply Sunday |
| 2005 | 그대가 세상에 있는 것 만으로 |                                        | Position      |
| 2005 |                              | Paris                                  | Epik High     |
| 2006 | 이별은                       | Farewell is...                         | U             |
| 2006 |                              | Tree                                   | Kwon Jin-won  |
| 2009 | 남잔 다 그래                 |                                        | Lee Woo-sang  |
| 2009 | 사랑한단 말을 못해서         | Because I Couldn't Say that I Love You | K.Will        |
| 2009 | 너 정말이니                  | Are You Serious?                       | Rumble Fish   |